# النور آدلی
النور آدلی (انگلیسی: Eleanor Audley؛ ۱۹ نوامبر ۱۹۰۵ – ۲۵ نوامبر ۱۹۹۱) هنرپیشه و صدا پیشه اهل ایالات متحده آمریکا بود.

## فیلم شناسی
- به طور کامل (۱۹۶۹)
- سرزنده (۱۹۵۷)
- زیبای خفته (۱۹۵۹)
- سیندرلا (۱۹۵۰)